# A Plague Tale: Innocence
A Plague Tale: Innocence — комп'ютерна гра в жанрі пригодницького стелс-екшену з елементами хорору. Розроблена студією Asobo Studio та видана компанією Focus Home Interactive. Гра вийшла 14 травня 2019 року на платформах Windows, Xbox One та PlayStation 4, отримавши загалом позитивні відгуки критиків.

## Сюжет
Події гри розгортаються у XIV столітті у Французькому королівстві, яке страждає від Столітньої війни та епідемії чуми. Церква разом зі священнослужителями створює каральні загони інквізиції, що винищує невірних. Головними героями є 15-річна дівчина Амісія де Рун та її молодший брат, 5-річний Гюго. З невідомих причин їх активно переслідує інквізиція, яка використовує розруху для зміцнення своєї влади в країні. Героям доведеться об’єднати свої сили з іншими сиротами та, використовуючи вогонь і світло, перемогти як агентів Святого Престолу, так і гігантські полчища чумних пацюків.

## Ігровий процес

Використання вогню проти пацюків.

Фундаментальна структура геймплею побудована на трьох основах: чумних пацюках, солдатах Інквізиції та світлі. Всі три основи взаємопов'язані й впливають одна на одну.
Основна особливість гри — баланс у використанні світла, який є основним засобом захисту дітей. Наприклад, вдень пацюки сховаються у темних місцях і куточках, тому будуть марні проти солдатів Інквізиції. Якщо ви подорожуєте вночі, то варта вас не побачить — основною загрозою стануть шкідники. Вирішивши скористатися світлом для захисту від них, вам доведеться враховувати те, що це може залучити увагу вартових. У деяких випадках можна привертати їх увагу до певних місць, нацьковуючи ворогів між собою. Гравець завжди повинен балансувати між трьома основними складовими для досягнення необхідного ефекту.
Протягом подорожі Амісія зможе вивчити нові трюки для боротьби з ворогами та поліпшити своє спорядження, збираючи інгредієнти. Вона також може давати своєму молодшому братові доручення та дрібні завдання. Попри вік головних героїв, в ігровому процесі присутні жорстокі криваві сцени та інші жахи воєнного часу.

## Розробка
Розробкою гри керувала студія Asobo. Компанія надихнулась такими іграми як The Last of Us та Brothers: A Tale of Two Sons. Основна тема A Plague Tale: Innocence —  це «сім'я» і те, як змінюються стосунки героїв під час несприятливих обставин. Інша важлива тема — «невинність». Зокрема, Гюго спостерігатиме за поведінкою персонажа гравця й повільно перетворюватиметься з невинного хлопчика на нещадного. Діти-актори Шарлотта МакБьорні та Логан Ханнан наділили своїми голосами Амісію та Гюго відповідно. Вони також брали участь у процесі написання, пропонуючи зміни певних реплік у діалогах.
Про розробку A Plague Tale: Innocence стало відомо у січні 2017 року. Дебютний трейлер був представлений на Electronic Entertainment Expo 2017. На початку лютого компанія Focus Home Interactive детальніше розповіла про гру на спеціальному закритому заході «Le What's Next de FOCUS».

## Відгуки та критика
За даними оглядового агрегатора Metacritic, гра отримала «загалом схвальні відгуки» від критиків. A Plague Tale: Innocence — дев’ята найбільш продавана роздрібна гра у Великій Британії за тиждень її випуску. У липні 2020 року Focus Home оголосили, що гра була продана тиражем понад 1 мільйона екземплярів.
| Агрегатор  | Оцінка                              |
| ---------- | ----------------------------------- |
| Metacritic | PC: 81/100 PS4: 81/100 XONE: 83/100 |

| Видання        | Оцінка |
| -------------- | ------ |
| Destructoid    | 8/10   |
| GameRevolution | [ 19 ] |
| GameSpot       | 8/10   |
| GamesRadar+    | [ 21 ] |
| IGN            | 7/10   |
| Jeuxvideo.com  | 16/20  |
| PCGamesN       | 8/10   |

## Продовження
Сиквел гри, A Plague Tale: Requiem, запланований до випуску 18 жовтня 2022 року на Microsoft Windows, PlayStation 5, Xbox Series та Nintendo Switch. Версія для останньої платформи буде хмарною.